# Skäralid
Skäralid is een plaats in de gemeente Klippan in het Zweedse landschap Skåne en de provincie Skåne län. De plaats heeft 94 inwoners (2005) en een oppervlakte van 32 hectare. De plaats ligt zo goed als naast het nationaal park Söderåsen en in dit nationaal park ligt ook een tot honderd meter diep ravijn met de naam Skäralid. De directe omgeving van de plaats bestaat uit zowel landbouwgrond als bos.

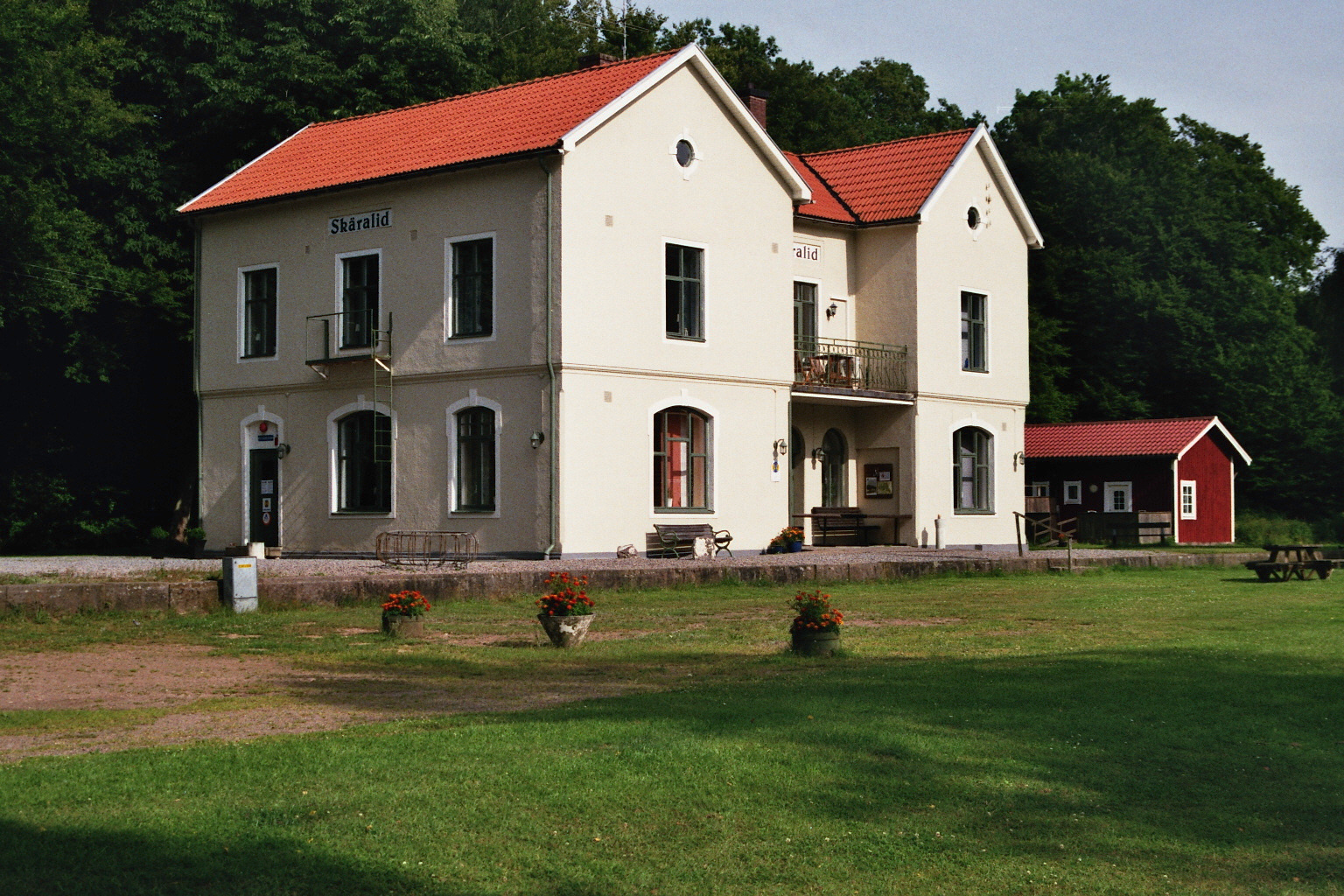
Het voormalig treinstation van Skäralid, in 2015 een "Vandrarhem" dat wil zeggen een overnachtingsgelegenheid aangesloten bij International Hostelling

Klippan · Ljungbyhed · Östra Ljungby · Stidsvig · Klippans bruk · Krika · Riseberga · Allarp · Skäralid · Källna · Tornsborg · Färingtofta · Bonnarp · Gråmanstorp · Forsby